# De Delta Deceptie
De Delta Deceptie (2006) is de Nederlandse uitgave van het boek Deception Point uit 2001 van Dan Brown.
Het boek gaat over een complot, en laat net als in Browns andere boeken fictie en feit vloeiend in elkaar over lopen.

## Inhoud
Een NASA-satelliet doet een opzienbarende ontdekking op de Noordpool. Er wordt een meteoriet met fossielen gevonden. Dit bewijst dat er buitenaards leven is. Dat is een opsteker voor de ruimtevaartorganisatie, die al tijden onder vuur ligt. Ook voor president Zach Herney betekent de vondst goed nieuws: een tweede termijn in het Witte Huis lijkt in zicht. Senator Sedgewick Sexton, die zich zeer populair heeft weten te maken door kritiek te uiten op de NASA, probeert uit te vissen wat er juist gaande is. Hij wist veel kiezers naar zich toe te trekken door te vertellen dat NASA veel geld kost en maar heel weinig resultaat boekt.
De president vraagt Rachel Sexton, de dochter van Sedgewick Sexton en analiste bij de inlichtingendienst NRO, na te gaan of de vondst authentiek is. In allerijl vertrekt ze naar het noordpoolgebied om het werk van een team wetenschappers, onder wie oceanograaf Michael Tolland, te controleren.
Bij de aankomst van Rachel lijkt het er op dat de meteoriet niet echt is. Een speciale eenheid probeert elke persoon die weet dat de meteoriet onecht is te doden, zodat de waarheid nooit boven water zal komen. Uiteindelijk blijkt dat de baas van Rachel Sexton de schuldige is achter de verspreiding over de leugens in verband met de meteoriet. Volgens hem was dit de enige oplossing om ruimtevaartorganisatie NASA te redden van de ondergang.
De vader van Rachel, senator Sedgewick Sexton is ondertussen samen met zijn aartsrivaal, Zach Herney gebonden in een machtsstrijd met Het Witte Huis als eindstreep. Zach Herney is uitermate tevreden met de vondst van NASA. Zeker nadat de senator besloot NASA te gebruiken voor zijn campagne. Hij klaagde steen en been over de vele mislukkingen van de NASA en al het geld dat erdoor verloren ging.

## Achtergronden
- Volgens de schrijver bestaat elke beschreven technologie ook in werkelijkheid. Dit is echter onjuist, niet elke beschreven technologie heeft bestaan. Voorbeelden zijn een onderwatergeweer dat met zulke hoge kracht water kan schieten dat het botten kan breken, een geweer waarmee ijsklompen afgeschoten kunnen worden en een geweer dat van zand glas kan maken en daarmee kan schieten. Daarnaast heeft de schrijver het over een technologie waarmee met hologrammen de vijand voor de gek gehouden kan worden. Het bestaan van het Aurora-vliegtuig is ook niet zeker, het zou daarentegen wel om een geheim toestel gaan.
- Dan Brown is bij het schrijven van het verhaal mogelijk geïnspireerd door ALH84001, een bestaande meteoriet, gevonden in Antarctica, waarbij men ten onrechte dacht dat de meteoriet fossielen bevatte.